# 薩夫欽西克
47°13′15″N 29°50′30″E / 47.22083°N 29.84167°E
薩夫欽斯凱（烏克蘭語：Савчинське）是位於烏克蘭西南部的村莊，由敖德萨州羅茲季利納區的扎哈里夫卡市鎮負責管轄。該村始建於1838年，面積0.84平方公里，海拔高度71米，2001年人口194，人口密度每平方公里230.95人。